# Saison 18 de New York, unité spéciale
Chronologie
Saison 17 Saison 19
Cet article, présente la dix-huitième saison de New York, unité spéciale, ou La Loi et l'Ordre : Crimes sexuels au Québec, (Law and Order: Special Victims Unit) qui est une série télévisée américaine.

## Distribution de la saison

### Acteurs principaux
- Mariska Hargitay (VF : Dominique Dumont) : lieutenant Olivia Benson
- Kelli Giddish (VF : Anne Dolan) : inspecteur Amanda Rollins
- Ice-T (VF : Jean-Paul Pitolin) : inspecteur Odafin Tutuola
- Peter Scanavino (VF : Jérôme Pauwels) : inspecteur Dominick "Sonny" Carisi Jr.
- Raúl Esparza (VF : Sébastien Desjours) : substitut du procureur Rafael Barba

### Acteurs récurrents

#### Membres de l'Unité spéciale
- Peter Gallagher : chef-adjoint William Dodds (épisodes 1, 16, 20 et 21)

#### Avocats de la défense
- Elizabeth Marvel : avocate de la défense Rita Calhoun (épisodes 1 et 18)
- Delaney Williams : avocat de la défense John Buchanan (épisodes 2 et 10)
- Steve Rosen : avocat de la défense Michael Guthrie (épisodes 3, 12 et 13)
- Callie Thorne : avocate de la défense Nikki Staines (épisode 3)
- Hari Dhillon : avocat de la défense Sunil Varma (épisode 4)
- Joseph Lyle Taylor : avocat de la défense Mickey D'Angelo (épisode 5)
- Bjorn Thorstad : avocat de la défense Mitch Jackson (épisode 8)

#### Bureau des Affaires Internes
- Robert John Burke : capitaine Ed Tucker (épisodes 1, 7 et 8)

#### Juges
- Barbara Miluski : juge Lisa Peck (épisodes 1, 14 et 17)
- Sharon Washington : juge V. Hayes (épisode 1)
- Jenna Stern : juge Elana Barth (épisodes 2, 5, 10 et 16)
- Vincent Curatola : juge Al Bertuccio (épisode 3)
- Ami Brabson : juge Karyn Blake (épisodes 4 et 18)
- Sonia Manzano : juge Gloria Pepitone (épisode 6)
- Helmar Augustus Cooper : juge Reginald Flowers (épisode 9)
- Kathryn Kates : juge Marlene Simons (épisode 9)
- Olga Merediz : juge Roberta Martinez (épisode 11)

#### NYPD

##### Officiers de police
- Erica Camarano : officier Rachel Ortiz (épisodes 2, 8 et 19)

##### Police scientifique
- Dewey Wynn : un technicien scientifique (épisodes 6 et 8)
- Sulekha Ebelle : une technicienne scientifique (épisode 14)

#### Entourage de l'Unité spéciale
- Jack Nawada-Braunwart : Noah Porter-Benson (épisodes 1, 8, 13, 16, 17 et 21)
- Lauren Noble : Carmen, secrétaire du substitut du procureur Barba et Stone (épisodes 10 et 13)

## Production
Le 1er février 2016, NBC renouvelle la série pour une dix-huitième saison. Un an plus tôt, en mars 2015, il est annoncé que la dix-septième saison sera la dernière pour le showrrunner et producteur délégué Warren Leight (en), celui-ci ayant signé un contrat avec Sony Pictures Television où il développera de nouveaux projets exclusivement pour le studio, son contrat lui permettant de travailler sur New York, unité spéciale pour une dernière saison. Le 10 mars 2016, il est annoncé que Rick Eid remplace Leight en tant que showrrunner de cette saison.
Le quatrième épisode produit a été repoussé puis retiré en raison des similarités avec le candidat Donald Trump lors des élections américaines,. NBC a décidé de laisser cet épisode sur la tablette. Le cinquième épisode de la première saison de la websérie The Good Fight intitulé Stoppable: Requiem for an Airdate s'inspire de cet incident.
La dix-huitième saison, comporte 21 épisodes et est diffusée du 21 septembre 2016 au 24 mai 2017 sur NBC.
En France, la saison est diffusée du 15 février 2017 au 6 février 2018 sur TF1, à intervalle irrégulier.
Le onzième épisode de la saison, marque le 400e épisode de la série.

## Liste des épisodes

### Épisode 1:Victime et coupable
- États-Unis /  Canada : 21 septembre 2016 sur NBC / CTV
- Suisse : 5 février 2017 sur RTS Un
- France : 15 février 2017 sur TF1

- États-Unis : 7,83 millions de téléspectateurs[7] (première diffusion)
- Canada : 1,67 million de téléspectateurs[8] (première diffusion + différé 7 jours)
- France : 2,01 millions de téléspectateurs (première diffusion)

- Yvonna Kopacz Wright : Docteur Darby Wilder
- Joel Brady : officier Jimmy Nolan
- Mark Damon Johnson : Dan Conley
- Max Von Essen : Monsieur Gilman
- Sharon Washington (de) : Juge Hayes
- Robert C. Kirk : Brian O'Malley
- Thom Bishops : Armin Sidran
- Natia Dune : Ana Kapic
- Taso Mikroullis : Sam Kariakis
- Mark Jacoby : juge Stephen Kerry
- Tino Tsutras : Luka Terzik
- Azhy Robertson : Ali Kapic
- Danny Schoch : officier Tom Flannery
- Edelen McWilliams : CSU Tech Martin

Un enfant de quatre ans, Ali, est retrouvé seul dans un bac à sable ; il s'exprime en langue étrangère et est en possession d'une arme qu'il pointe sur Olivia. Le bambin est rapidement maîtrisé, mais la personne qui le gardait, sa tante, a eu un accident et est décédée. Des recherches plus poussées révèlent que les parents du petit sont apparemment mêlés à une entreprise terroriste, et des armes ainsi que des drapeaux en arabe sont retrouvés au domicile présumé du père. Le frère de ce dernier, Armin Sidran, est arrêté et refuse de coopérer. Un téléphone verrouillé est retrouvé mais est inexploitable sans le code de déverrouillage. 
Le couple de suspects finit par se rendre dans un parc rempli de monde et provoque une fusillade qui fait deux victimes, dont un policier. L'homme est finalement abattu et la femme, Ana Kapic, est arrêtée. Maître Calhoun, qui assure la défense de la prévenue, révèle que cette dernière a été violée par son fiancé et le frère de ce dernier, Armin, à de nombreuses reprises. Olivia veut enquêter mais Barba et le chef Dodds tentent de l'en dissuader le temps que le procès pour attentat et meurtre soit terminé, de peur que les viols rendent Ana sympathique aux yeux du jury. Olivia refuse de céder et poursuit l'enquête. 
L'USV découvre qu'Armin est le père biologique du petit Ali, ce qui confirme les rapports sexuels avec Ana mais signifie aussi qu'il peut avoir le droit d'en demander la garde... De plus, Barba rechigne à prendre en charge l'affaire des viols d'Ana car elle est une terroriste aux yeux de tout le monde et l'opinion publique est ulcérée par les multiples attentats ayant eu lieu sur le sol américain et en France. Olivia lui annonce alors que des preuves irréfutables des viols se trouvent dans le téléphone  verrouillé. Barba fait condamner le fabricant du téléphone à déverrouiller l'appareil, mais le fabricant fait appel. Olivia refuse de baisser les bras et se rend au domicile d'Armin pour l'arrêter, mais elle est devancée par les fédéraux, qui inculpent ce dernier pour terrorisme. 

### Épisode 2:Erreur judiciaire
- Canada : 27 septembre 2016 sur CTV
- États-Unis : 28 septembre 2016 sur NBC
- Suisse : 12 février 2017 sur RTS Un
- France : 15 février 2017 sur TF1

- États-Unis : 6,09 millions de téléspectateurs[10] (première diffusion)

- Joe Biden : lui-même
- Cody Kostro : Charlie Dobkins
- Ryan Jonze : Jeff Nichols
- Henry Thomas : Sean Roberts
- Alexis Collins : Ashley Harper
- David Spadora : Zach Brenner
- Meredith Handerhan : Marie Dobkins
- Haskiri Velazquez : Shyvon Stevens
- Kelli Williams : Melanie Harper
- Alok Tewari : Docteur Ranjit Singh

Le vice-président Joe Biden (oui, le vrai) donne une conférence au cours de laquelle il félicite l'USV d'avoir participé à l'accélération de l'analyse des kits de viol. Ce coup de collier a permis d'innocenter Sean Roberts, condamné injustement 16 ans auparavant, et de réparer ainsi une terrible erreur judiciaire. La victime de l'époque, Melanie Harper, et sa fille Ashley sont devenues proches de Sean et l'incluent dans leur vie pour se faire pardonner. 
Hélas, lorsqu'Ashley est retrouvée morte, violée et aspergée d'eau de javel, toutes les preuves matérielles semblent converger vers Sean : Melanie jure l'avoir entendu discuter avec la victime le soir du meurtre, la bague de fiançailles de cette dernière est retrouvée chez lui, et son alibi est plus que douteux, alors que les autres suspects potentiels sont peu à peu mis hors de cause.   
L’enquête mène Rollins et Carisi vers un jeune marginal nommé Charlie Dopkins, dont l'alibi est solide mais qui avait vue sur la chambre d'Ashley depuis le toit le son immeuble, ce qui en fait un témoin. En battant un peu des cils et en jouant les séductrices, Rollins arrive à obtenir de lui qu'il identifie Sean sur photo. 
Sean crie au complot, mais est tout de même arrêté. Cependant, lors du procès, la crédibilité du témoignage de Charlie est remise en cause par l'avocat de la défense, qui accuse Rollins de l'avoir manipulé pour le faire identifier Sean. Après coup, même Melanie se met à douter et n'est plus sûre d'avoir entendu la voix de Sean. Elle ne veut pas l'accuser à nouveau et se tromper encore une fois... Barba la pousse à témoigner à la barre et l'accule pour l'obliger à se rappeler qu'elle a bien entendu Sean. 
Après un accord passé entre l'avocat et le procureur, Sean plaide finalement coupable de meurtre et fait une déclaration de culpabilité, dans laquelle il explique son geste : il avait bu alors qu'il ne tient pas l'alcool, il avoué à Ashley qu’elle lui plaisait mais le jeune fille s'est moquée de lui. Il est traumatisé par les multiples viols qu'il a subis en prison et n’a jamais voulu la tuer.

### Épisode 3:L'Imposteur
- Canada : 4 octobre 2016 sur CTV
- États-Unis : 5 octobre 2016 sur NBC
- Suisse : 19 février 2017 sur RTS Un
- France : 22 février 2017 sur TF1

- États-Unis : 5,76 millions de téléspectateurs[11] (première diffusion)
- Canada : 1,38 million de téléspectateurs[12] (première diffusion + différé 7 jours)
- France : 1,90 million de téléspectateurs (première diffusion)

- Vincent Curatola : Juge Al Bertuccio
- Chris Henry Coffey : James Colett
- Wallace Langham : Tom Metcalf
- Andre B. Blake : Alden Kessler
- Paula Marshall : Laura Collett
- Conor Proft : Justin Collett
- Steve Rosen : Guthrie
- Mac Brydon : Gary Bell
- Paul DeBoy : Bill Sullivan
- Tiffany Borelli : Erin Dowling
- Juney Smith : Stanley Korva

### Épisode 4:Plus dure sera la chute
- États-Unis /  Canada : 12 octobre 2016 sur NBC / CTV Two
- Suisse : 19 février 2017 sur RTS Un
- France : 22 février 2017 sur TF1

- États-Unis : 5,88 millions de téléspectateurs[13] (première diffusion)

- Theo Stockman : Michael Wheeler
- Lindsay Pulsipher : Kim Rollins
- Jordan Baker :Docteur Cohen
- Jason Babinsky : Dave Kaller
- David Alpay : Chad Miller
- Brit Morgan : Jenna Miller
- Caleb Eberhardt : Jack
- Kati Sharp : Val
- Shea Glaser : Tanya

Une athlète de haut niveau Jenna Miller, est retrouvée sautant de toit en toit, la robe déchirée ; elle dit s'être faite agresser par un homme très violent. Elle dit avoir rencontré un certain "Phil" au cours de la soirée, mais se montre assez évasive et dit ne pas se rappeler grand chose.   
Pendant ce temps, la sœur de Rollins obtient sa liberté conditionnelle et semble s'être calmée. Néanmoins, Olivia menace l'inspectrice de la renvoyer si elle ment à nouveau pour aider sa sœur. Rollins accepte d'accueillir sa sœur chez elle, mais impose des règles strictes pour qu’elle reste. 
L’USV poursuit son enquête sur le viol de Jenna Miller et découvre que cette dernière est une habituée des bars et se fait payer des verres par des clients riches. Fin et Carisi vont interroger le fameux "Phil", qui admet avoir couché avec Jenna, mais nie le viol. Il a l'air de penser qu'elle est une prostituée... Jenna avoue alors qu'il lui arrive de jouer les escort à l'occasion, pour pimenter un peu son quotidien. Dans la vie civile, c'est une perchiste très médiatisée ; elle ne veut donc pas que son histoire s'ébruite de peur de perdre ses sponsors et ses contrats. 
D’autres prostituées sont interrogées et affirment que « Phil » a payé pour des rapports classiques mais a fait à chaque fois « tout ce qu’il voulait », quitte à les blesser et à les faire saigner : il les a donc violées. Jenna accepte de coopérer en portant un micro lors d’un RDV avec son violeur. Hélas, lors de l'entrevue, son mari surgit de nulle part, frappe le violeur et apprend par la même occasion que sa femme se prostitue. 
Lors du procès, Jenna justifie son comportement par le fait qu'elle aime être admirée par les hommes et être au centre de l'attention. L'avocat de la défense la provoque alors, en affirmant qu'elle s'est sentie vexée car son client l'a trouvée "trop masculine, trop musclée". Jenna pète soudain un câble et enlève son haut devant tout le monde pour montrer à quel point son corps est parfait. L'audience est suspendue. 
Rollins rend visite à Jenna à l'entraînement et apprend qu'elle est bipolaire, ce qui explique en partie son attitude. Jenna accepte un accord avec son agresseur, puis décide de donner une conférence de presse pour raconter son histoire.   

### Épisode 5:Seule la vérité compte
- États-Unis /  Canada : 26 octobre 2016 sur NBC / CTV Two
- Suisse : 26 février 2017 sur RTS Un
- France : 12 avril 2017 sur TF1

- États-Unis : 5,85 millions de téléspectateurs[14] (première diffusion)
- France : 1,97 million de téléspectateurs (première diffusion)

- Anthony Edwards : sergent Patrick Griffin
- Kelly McAndrews : Diane Griffin
- Anna Osceola : Janie Spears
- Jillian Mueller : Leah Simes
- Liam Lane : Brian Dancy
- Rachel Womble : Maya
- Katie McCarty : Kira
- Gabriel Ellis : Diego Perez
- Corey Cott : Ellis Griffin

Un jeune trader de bonne famille, Ellis Griffin, est accusé de viol par une jeune fille, Janie Spears, qu'il a rencontrée au cours d'une fête et qui a été retrouvée dans un parc, près des poubelles. Un témoin affirme avoir vu le jeune homme en train de la violer alors qu'elle était inconsciente, mais il nie les faits. La victime, elle, ne se souvient de rien car elle a beaucoup bu.
Olivia découvre qu'Ellis est le fils de Patrick Griffin, son tout premier partenaire. Pour ne rien arranger, les témoignages de la fête sont contradictoires et n’apportent rien à l’enquête, et le témoin oculaire se trouvait à une certaine distance et il faisait nuit. Toute l'affaire se joue donc sur la notion de consentement. Griffin se montre très protecteur envers son fils et peu coopératif envers la police. Il met la pression à Olivia pour qu’elle fasse disparaître les déclarations de son fils ainsi que les preuves et tente de jouer sur la corde sensible : en effet, lors de sa toute première arrestation, Olivia a commis une erreur de débutante, mais pas un délit, qui aurait pu lui coûter sa carrière et Griffin l’a couverte en mentant pour elle devant les affaires internes. 
Barba propose un accord à Ellis, qui devra plaider coupable d'agression sexuelle. Il accepte dans un premier temps, mais lors de l'audience de mise en accusation, il se rétracte. Le procès a donc lieu, et le témoignage de Janie est délicat car l'avocat de la défense fait écouter au jury un message vocal qu’elle a laissé à sa cousine juste avant le viol, où elle était incohérente et soûle, et dont elle n'a aucun souvenir. La défense indique également avoir trouvé son propre témoin oculaire sorti de nulle part,  Diego Perez, qui affirme qu’il a vu la scène, que Janie était parfaitement consciente et qu’elle avait l’air d’apprécier la relation sexuelle. 
Le soir, Olivia rend visite Griffin à son domicile et lui avoue qu’elle a appris que Perez, ancien dealer, travaille comme indic dans son service. Elle peut donc l'accuser de subornation de témoin, mais il la congédie froidement. 
Au tribunal, Barba détruit la crédibilité du témoin de la défense en révélant la vérité. A ce moment-là, Ellis intervient pour avouer qu’il savait que Janie était inconsciente et qu’il est désolé de l’avoir violée. Il est finalement condamné à deux ans de prison. 

### Épisode 6:La Musique adoucit le meurtre
- États-Unis /  Canada : 9 novembre 2016 sur NBC / CTV Two
- Suisse : 5 mars 2017 sur RTS Un
- France : 12 avril 2017 sur TF1

- États-Unis : 5,55 millions de téléspectateurs[15] (première diffusion)

- Sonia Manzano : Juge Gloria Pepitone
- Okieriete Onaodowan : Cash Lewis
- C. David Johnson : Mark Carson
- Jacqueline Torres : Nina Carson
- Wyclef Jean : Vincent Love
- Mitchell Edwards : Randall "Hype" Leonard
- Rodney Richardson : Logan Blake
- Will Swenson : Mitch Hampton
- Sabel Gonzales : Eva Carson
- Alet Taylor : Liza Johnson
- Ruby Taylor : Sophie Johnson
- Ngozi Jane Anyanwu : officier Perlina Edozi

### Épisode 7:Tourner la page
- États-Unis /  Canada : 4 janvier 2017 sur NBC / CTV Two
- Suisse : 12 mars 2017 sur RTS Un
- France : 19 avril 2017 sur TF1

- États-Unis : 5,82 millions de téléspectateurs[16] (première diffusion)
- France : 1,93 million de téléspectateurs (première diffusion)

- Zach Appelman : Ryan Engel
- Annie Monroe : Quinn Berris
- Chris Bauer : Sergent Tom Cole
- Enid Graham : Linda Cole
- Ben Cole : Ray Wilson
- Bret Lada : Jack Price
- Shaun O'Hagan : révérand Harold Parson
- Lee Garrett : Nate
- Nathan Chang :Brad Kinjo
- Emma Ramos : Madeline
- Manini Gupta : Drew Howard

Lors d'un dîner romantique au restaurant, Tucker annonce à Olivia qu’il souhaite prendre sa retraite et tente de l'inciter à faire de même. Pendant ce temps, une jeune femme, Quinn, sort avec ses collègues de travail dans un bar et, au cours de la soirée, croit apercevoir un type louche qu’elle connaît. 
Plus tard, alors qu’elle rentre chez elle à pied et qu’elle arrive à sa porte, elle se fait attraper et agresser par un homme encagoulé. Elle indique à l’USV qu’elle croit savoir qui l'a agressée :  Ray Wilson, un homme qui la harcelait depuis l’université et qui est en libération conditionnelle. A l’époque, c’était le sergent Cole qui avait géré l’affaire, et ce dernier, brave père de famille à la retraite, est devenu ami avec Quinn. 
Cole dit à Olivia et Carisi que Ray Wilson est toujours obsédé par Quinn. Rollins et Fin rendent donc visite à Ray dans son restaurant, mais il a un alibi pour le soir de l'agression :  il était à son groupe de prière dans le New Jersey. Quinn tombe des nues quand elle apprend que Ray est innocent et  avoue qu’elle a souvent la sensation désagréable d’être observée. Un matin, l’un de ses ex petits-amis a vu un homme blanc en train d’observer l’intérieur de son appartement. Le barman, lui, affirme que la jeune fille s’est disputée violemment avec un collègue. Le collègue en question est rapidement identifié comme l'homme qui errait devant l'appartement de Quinn. Lui aussi semble obsédé par elle depuis qu'ils ont échangé un baiser une fois et n'arrive pas à "tourner la page". Il est cependant très vite innocenté : le mégot retrouvé dans la cour de chez Quinn ne contient pas son ADN, mais celui de Ray. Une seule explication est alors possible : le vrai coupable a déposé le mégot pour faire porter le chapeau à Ray.  
L'USV découvre qu'une Cadillac noire appartenant à la femme du sergent Cole était postée devant le restaurant de Ray le jour de l'agression. Rollins et Fin vont parler au sergent, qui affirme qu'il était chez lui le soir du viol, alibi démenti par son épouse. L'USV comprend alors que Cole est l'agresseur et se rend à l'hôtel où loge Quinn, mais celle-ci est absente et son téléphone est coupé. Olivia et Carisi se rendent dans le Queen’s, dans une maison de campagne où Cole retient Quinn en otage. Lui aussi a développé une véritable obsession pour Quinn, qu'il a enlevée car il estime qu'elle ne lui est pas assez reconnaissante pour tout e qu'il a fait pour elle. 
Carisi entre dans la maison silencieusement pendant qu’Olivia tente de discuter avec le sergent en jouant sur la corde « ancien flic », mais Cole pense que personne ne l’aime et qu’il est fichu. Cole pointe son arme sur la tête de Carisi et s'apprête à le tuer lorsqu'il reçoit une balle en pleine tête d'Olivia. 

### Épisode 8:Mères par procuration
- États-Unis /  Canada : 11 janvier 2017 sur NBC / CTV Two
- Suisse : 19 mars 2017 sur RTS Un
- France : 26 avril 2017 sur TF1

- États-Unis : 6,05 millions de téléspectateurs[17] (première diffusion)
- Canada : 888 000 téléspectateurs[18] (première diffusion + différé 7 jours)
- France : 1,89 million de téléspectateurs (première diffusion)

- Iain Armitage : Theo Lachere
- Sebastian Beacon : Gabriel Norton
- Rafael Benoit : Oscar Ramirez
- Nat Cassidy : Kevin Dorsey
- Dorian Michaels Cobb : Gregor
- Timbrooke Ford Filbert : Jeremy
- Adriana DeGirolami : Gloria Ramirez
- Mina Joo : Kat Simms
- Rachelle Lefèvre : Nadine Lachere
- Zoe McLellan : Dr. Fran Conway
- Robert John Burke : Sergent Ed Tucker

### Épisode 9:Le Patriarche
- États-Unis /  Canada : 18 janvier 2017 sur NBC / CTV
- Suisse : 26 mars 2017 sur RTS Un
- France : 10 mai 2017 sur TF1

- États-Unis : 6,46 millions de téléspectateurs[19] (première diffusion)
- Canada : 1,17 million de téléspectateurs[20] (première diffusion + différé 7 jours)
- France : 2,12 millions de téléspectateurs (première diffusion)

- Raphael Sbarge : avocat Harold Timmons
- Jim True-Frost : Lawrence Hendricks, Jr.
- Bob Gunton : Lawrence Hendricks, Sr.
- Sarah Clarke : Cynthia Hendricks
- Ariane Rinehart : Sarah Morissey
- Jackie Debatin : Sue Ann Daly
- Ian Nelson : Eric Hendricks

### Épisode 10:Manipulation maternelle
- États-Unis /  Canada : 8 février 2017 sur NBC / CTV Two
- Suisse : 2 avril 2017 sur RTS Un
- France : 17 mai 2017 sur TF1

- États-Unis : 6,93 millions de téléspectateurs[21] (première diffusion)
- France : 2,19 millions de téléspectateurs (première diffusion)

- Daniel Cosgrove : Dr Daniel Keller
- Sarah Wynter : Dr Nicole Keller
- Aaron Sanders : Luke Keller
- Jason Bowen(II) : Détective Marcus Perry
- Benton Greene : Charles Franklin
- Gage Polchlopek : Ethan Miller
- Chantal Jean-Pierre : Regina Franklin
- Olivia Cassidy : Alexandra Handley
- Donald Dash : Trey Franklin
- Deirdre Madigan : Allison Avery
- Marc LeVasseur : avocat Alan Schwartz

En rentrant chez lui un soir, Luke Keller, un adolescent de 15 ans, surprend sa mère Nicole, une psychiatre, en train de se faire « violer » par Trey Franklin, son meilleur ami également du même âge que lui, et abat ce dernier avec un fusil de chasse. L'unité spéciale mène l'enquête et, après avoir interrogé la prétendue victime, semble douter de sa version: en effet, elle révèle que Trey est venu voir son fils afin que les deux garçons fassent leurs devoirs ensemble et s'en tient au fait qu'elle a été violée. Cependant, Luke explique qu'il n'a fait qu'agir sur ordre de sa mère lorsqu'elle lui a sorti cette phrase: « Aide-moi, il est en train de me violer », et a été contraint de tuer son camarade. Charles et Regina, les parents de Trey, découvrent le corps de leur fils à la morgue et sont effondrés. Pendant leur interrogatoire, ils affirment que leur enfant n'est pas un garçon violent et qu'il ne ferait de mal à personne. En fouillant chez les parents de la victime, Amanda Rollins et Fin Tutuola trouvent des selfies du jeune homme aux côtés de Nicole qui dormait nue. La psychiatre persiste à dire que celui-ci faisait une fixation sur elle, mais Olivia Benson et sa collègue ont du mal à la croire. Plus tard, à mesure que l'enquête avance, les inspecteurs de l'unité se rendent compte que Nicole n'est pas ce qu'elle prétend être: en réalité, c'est elle la violeuse car Ethan Miller, un autre ami de son fils, l'accuse d'avoir sexuellement abusé de lui à dix, voire onze reprises, puis Trey et lui ont été renvoyés du lycée pour s'être bagarrés. Accusée d'atteinte sexuelle sur mineur, elle continue de nier les faits.

### Épisode 11:Dans le secret des vestiaires
- États-Unis /  Canada : 15 février 2017 sur NBC / CTV Two
- Suisse : 9 avril 2017 sur RTS Un
- France : 24 mai 2017 sur TF1

- États-Unis : 6 millions de téléspectateurs[22] (première diffusion)
- France : 2,56 millions de téléspectateurs (première diffusion)

- Lincoln Melcher : Kyle Turner
- Brent Sexton : Jim Turner
- Amy Spanger : Helen Turner
- Erika Rolfsrud : Linda Wilson
- Brian Hutchison : Frank Wilson
- Ben Cook : Adam Turner
- Gia Crovatin : avocate Samantha Chapman
- Christopher Paul Richards : Jack Wilson
- Josh Banks : Peter White
- Taylor Miller : avocat Ryan Egan
- Drew Beasley : Timmy Brown
- Elijah Richardson : Will Harris
- Josh Banks : Peter Brown
- Tanesha Gary : Donna Harris
- Brad Fraizer : Coach Gordon Sheen
- Athena Colón : infirmière Sofia Perez
- Eric Elizaga : Dr. Stephen Hale

### Épisode 12:Pour l'honneur
- États-Unis /  Canada : 22 février 2017 sur NBC / CTV Two
- Suisse : 23 avril 2017 sur RTS Un
- France : 17 mai 2017 sur TF1

- États-Unis : 5,76 millions de téléspectateurs[23]

- Brian Charles Johnson : George 'G-Man' Fortino
- Sarah Booth : Capitaine Beth Williams
- Betsy Aidem : Docteur Sloane
- Joe Holt : Major Robert Dantley
- Ryan Mercalf : Mickey Reid
- Franky G. : Jose Marquez
- Steve Rosen : Guthrie

### Épisode 13:Transmission
- États-Unis /  Canada : 22 mars 2017 sur NBC / CTV Two
- Belgique : 12 mai 2017 sur RTL-TVI
- France : 31 mai 2017 sur TF1

- États-Unis : 5,19 millions de téléspectateurs[24] (première diffusion)
- France : 2,03 millions de téléspectateurs (première diffusion)

- Bill Irwin : Docteur Peter Lindstrom
- Sean Patrick Reilly : Richard Witt
- Jared Zirilli : Rodney Marsh
- Michael Torpey : Nick Brown
- Emily Shaffer : Jessica Walcott
- Dalton Harrod : Will Stein
- Alex Hurt : Sam Dalton

### Épisode 14:Le Roi deWall Street
- États-Unis /  Canada : 29 mars 2017 sur NBC / CTV Two
- Belgique : 19 mai 2017 sur RTL-TVI
- France : 7 juin 2017 sur TF1

- États-Unis : 5 millions de téléspectateurs[25] (première diffusion)
- France : 1,94 million de téléspectateurs (première diffusion)

- Sharinna Allen : Liza
- Jordan Bridges : Roger Littrell
- Will Brill : Harry Ingram
- Tate Donovan : Eli Colton
- Einar Gunn : Anthony
- Malikha Mallette : avocate Paige Fowler
- Kevin O'Rourke : Dan Hewitt
- Missy Peregrym : Zoe White
- Erica Sweany : Kate Tompkins
- Rezeta Viliu : Zoya
- Andy Wagner : Nate
- Matt Walton : Tyler

### Épisode 15:Je sais tout...
- États-Unis /  Canada : 5 avril 2017 sur NBC / CTV Two
- Belgique : 26 mai 2017 sur RTL-TVI
- France : 14 juin 2017 sur TF1

- États-Unis : 5,07 millions de téléspectateurs[26] (première diffusion)
- France : 1,97 million de téléspectateurs (première diffusion)

- Jason Bowen(II) : Détective Marcus Perry
- Delaney Williams : Avocat John Buchanan
- Chris Diamantopoulos : David Willard
- Megan Murphy : Laura Knowles
- Max Baker : Colin Bennett
- Bill Dawes : Alex Ryan

### Épisode 16:À la une
- États-Unis /  Canada : 26 avril 2017 sur NBC / CTV Two
- Belgique : 2 juin 2017 sur RTL-TVI
- France : 23 janvier 2018 sur TF1

- États-Unis : 5,22 millions de téléspectateurs[27] (première diffusion)
- France : 2,55 millions de téléspectateurs (première diffusion)

- Joanne Baron : La Conseillère Diane Schwartz
- J. C. MacKenzie : Le Conseiller Richard Pace
- Peter Gallagher : Chef Adjoint William Dodds
- Stephen Bradbury : Juge Colin McNamara
- Christopher McDonald : Harold Coyle
- Bonnie Somerville : Heidi Sorenson
- Bet Chamberlin : Gwendolyn Gates
- Paloma Guzmán : Davina Delucci
- Danny Wolohan : Steven Turner
- Joanna Howard : Diane Douglas
- Peyton Roi List : Margery Evans
- Jenna Stern : Juge Elana Barth
- Melissa Miller : Christine Davis
- Mark Moses : George Thanos
- Chrstine Jones : Alana Reed
- Jacob A Ware : Mark James

### Épisode 17:Fake News
- États-Unis /  Canada : 3 mai 2017 sur NBC / CTV Two
- Belgique : 9 juin 2017 sur RTL-TVI
- France : 23 janvier 2018 sur TF1

- États-Unis : 5,06 millions de téléspectateurs[28] (première diffusion)

- Tabitha Holbert : Substitut du Procureur Rose Caliay
- Brian McCarthy : Malcolm Barnstable
- Barbara Miluski : Juge Lisa Peck
- Kevin Carolan : Ronald Fleming
- James Waterston : Luke Bolton
- Bronwyn Reed : Lucy Huston
- Patch Darragh : Ron Duca
- Steve Park : Eugene Lee
- Naiya Ortiz : Marian

### Épisode 18:Sous son emprise
- États-Unis /  Canada : 10 mai 2017 sur NBC / CTV Two
- Belgique : 16 juin 2017 sur RTL-TVI
- France : 30 janvier 2018 sur TF1

- États-Unis : 5,01 millions de téléspectateurs[29] (première diffusion)
- France : 2,20 millions de téléspectateurs (première diffusion)

- Akintola Joboyewa : Lieutenant Richard Hill
- Elizabeth Marvel : Avocate Rita Calhoun
- Ami Brabson : Juge Karyn Blake
- Stuart Townsend : Declan Trask
- John Ellison Conlee : Jack Roe
- Lisa Gorlitsky : Christa Goss
- Kristen Hager : Abby Clarke
- Steven Hauck : Professeur

### Épisode 19:Péché d'amour
- États-Unis /  Canada : 17 mai 2017 sur NBC / CTV Two
- Belgique : 23 juin 2017 sur RTL-TVI
- France : 30 janvier 2018 sur TF1

- États-Unis : 5,56 millions de téléspectateurs[30] (première diffusion)

- Kip Pardue : Révérend Gary Langham
- Erica Camarano : Officier Rachel Ortiz
- Tom Titone : Juge Joshua Goldfarb
- Orlagh Cassidy : Cheryl Davenport
- Zachary Knower : Paul Davenport
- Jessie Carter : Ann Davenport
- Michael Kostroff : Evan Braun
- Michael Mastro : Juge Serani
- Peter Graham(XVI) : Brad
- Casey Cott : Lucas Hale
- David Levi : Dave

### Épisode 20:Le Rêve américain
- Canada : 23 mai 2017 sur CTV
- États-Unis : 24 mai 2017 sur NBC
- Belgique : 30 juin 2017 sur RTL-TVI
- France : 6 février 2018 sur TF1

- États-Unis : 5,8 millions de téléspectateurs[31] (première diffusion)
- Canada : 728 000 téléspectateurs[32] (première diffusion + différé 7 jours)
- France : 2,35 millions de téléspectateurs(première diffusion)

- Peter Gallagher : Chef Adjoint William Dodds
- Matthew Rauch : Le Conseiller Jay Cochran
- Poorna Jagannathan : Madame Samra
- Meredith Holzman : Naomi Ziegler
- Tyler Eliott Burke : Mitch Jenkins
- Emma Myles : Carleen Jenkins
- Melanie Chandra : Lela Samra
- Nik Sadhnani : Yusef Massade
- Adam Arian : Enzo Salerno

Une très violente agression a lieu au restaurant des Samra : des individus encagoulés volent la caisse et s’en prennent physiquement à toute la famille, violant même les deux filles. L’une des filles ainsi que le père de famille trouvent la mort dans cette attaque. Un message peint en rouge est retrouvé sur un mur : « les musulmans doivent mourir », ce qui conduit l’USV et le lieutenant Lopez sur la piste d’un crime de haine. Les victimes sont des immigrés syriens très travailleurs qui semblent parfaitement intégrés, mais qui avaient déjà subi des tags antimusulmans sans en avoir parlé à la police. 
Sur les lieux du crime, l’USV trouve une empreinte de pied sanguinolente pointure 44, qui n’appartient ni aux victimes, ni aux agresseurs, ce qui signifie qu’une autre personne était sur les lieux. Leur enquête les mène au frère de Madame Samra, Yusef, qui n’a pas de papiers en règle. Ce dernier essaie de s’enfuir en voyant la police et avoue, lors de son arrestation, qu’il est gay et qu’il ne veut pas être expulsé car il a peur de se faire tuer.  Il avoue avoir tout vu de l’agression, affirme que l’un des hommes a enlevé sa cagoule et qu’il l’a reconnu : c’est Hector Ramirez, un ancien employé du restaurant qui a été renvoyé car il n’était pas en règle. 
Hector est arrêté et fait d’abord semblant de ne pas comprendre l’Anglais ; alors qu’il parle avec l’USV, une avocate tombée du ciel arrive point nommé pour le défendre. Néanmoins, il est présenté à Yusef lors d’un tapissage et ce dernier le reconnaît formellement. Hector continue de nier, mais est néanmoins inculpé. Yusef est placé sous protection policière pour sa sécurité et c’est Carisi qui est chargé de le protéger. 

### Épisode 21:La Même justice pour tous
- États-Unis /  Canada : 24 mai 2017 sur NBC / CTV Two
- France : 6 février 2018 sur TF1

- États-Unis : 6,22 millions de téléspectateurs[31] (première diffusion)

- Peter Gallagher : Chef Adjoint William Dodds
- Matthew Rauch : Le Conseiller Jay Cochran
- Poorna Jagannathan : Madame Samra
- Meredith Holzman : Naomi Ziegler
- Tyler Eliott Burke : Mitch Jenkins
- Emma Myles : Carleen Jenkins
- Henry Gagliardi : Tyler Jenkins
- Nik Sadhnani : Yusef Massade
- Melanie Chandra : Lela Samra
- Lynn Marocola : La Policière
- Mack Kuhr : Kanann Samra
- James Augustus Lee : Moto

À la suite du renvoi de Yusef en Syrie et à  la libération d'Hector Ramirez, l'enquête se poursuit. 
Afin d'obtenir la preuve de la culpabilité d'Hector Ramirez, le substitut Barba tente de retrouver Yusef et entrer en contact avec ce dernier pour le faire témoigner depuis la Syrie. 